# Distanzkreis

Zentralprojektion einer Häuserreihe mit Distanzkreis

Distanzkreis und Elemente einer Zentralprojektion

Der Distanzkreis einer Zentralprojektion ist der Kreis mit Mittelpunkt im Hauptpunkt, der die Distanz als Radius hat. Der Radius des Distanzkreises ist also gleich der Entfernung des betrachtenden Auges von der Bildebene. Den Distanzkreis kann man sich als Schnitt eines Kegels mit halbem Öffnungswinkel 45° mit der Spitze im Augpunkt und das Lot vom Augpunkt auf die Bildebene als Achse vorstellen.  Der Distanzkreis ist damit die Gesamtheit der Fluchtpunkte von Geraden, die die Bildtafel im Winkel von 45° schneiden. Solche Fluchtpunkte spielen beim Antragen wahrer Längen auf Tiefenlinien (siehe Architektenanordnung und Frontalperspektive) eine wichtige Rolle und heißen Distanzpunkte. Der Bereich, den der Distanzkreis beschränkt, entspricht dem Bereich, den eine Kamera (Linse im Augpunkt, Hauptpunkt ist Bildmitte) mit einem Weitwinkelobjektiv mit 20 mm Brennweite erfassen würde (eine „normale“ Brennweite ist 35 mm).